# Tobias Churton
Tobias Churton (született 1960-ban) a rózsakeresztesség, a szabadkőművesség, a gnoszticizmus, valamint egyéb ezoterikus mozgalom brit tudósa. Az Exeteri Egyetem óraadó tanára, a Gnostic Philosophy, a The Invisible History of the Rosicrucians, a Freemasonry: The Reality és számos más ezoterikus írásmű szerzője.
Churton több tévéműsort készített, így például a Gnostics című négyrészes dokumentum-sorozatot a brit Channel 4 számára, melyet 1987-ben és 1990-ben sugároztak. Churton tanulmányai kritikát fogalmaznak meg az eretnekség kutatóinak a nők - ezen "unortodox" keresztény mozgalmakban betöltött - szerepét illető felfogásával kapcsolatban. Írt ezen kívül a szabadkőműves John Theophilus Desaguliers-ről(en) és a rózsakeresztességről.
Churton Aleister Crowley-ról írt életrajza 2011-ben jelent meg, mely után további életrajzi köteteket adott ki róla, így pl. The Beast in Berlin és Aleister Crowley in America címmel.

## Filmjei
- Tobias Churton (rendező). (2011). You, Me & Yesterday (angol nyelven) [DVD]. Lichfield.
- Tobias Churton (rendező). (2008). A Mighty Good Man - The True story of the Rosicrucians (2 DVD box) (angol nyelven) [DVD]. Demand Media.

## Könyvei
- Tobias Churton. The Spiritual Meaning of the Sixties (angol nyelven). Inner Traditions (2018). ISBN 978-1620557112
- Tobias Churton. Aleister Crowley in America (angol nyelven). Inner Traditions (2018). ISBN 978-1620556306
- Tobias Churton. Deconstructing Gurdjieff – Biography of a Spiritual Magician (angol nyelven). Inner Traditions (2017). ISBN 978-1620556382
- Tobias Churton. Occult Paris – The Lost Magic of the Belle Époque (angol nyelven). Inner Traditions (2016). ISBN 978-1620555453
- Tobias Churton. Gnostic Mysteries of Sex – Sophia the Wild One and Erotic Christianity (angol nyelven). Inner Traditions (2015). ISBN 978-1620554210
- Tobias Churton. Jerusalem! – The Real Life of William Blake (angol nyelven). Inner Traditions (2015). ISBN 978-1780287508
- Tobias Churton. Aleister Crowley – The Beast in Berlin: Art, Sex, and Magick in the Weimar Republic (angol nyelven). Inner Traditions (2014). ISBN 978-1620552568
- Tobias Churton. The Babylon Gene (angol nyelven). Inner Traditions (2013). ISBN 978-1908800473
- Tobias Churton. Aleister Crowley – The Biography (angol nyelven). Inner Traditions (2012). ISBN 978-1780283845
- Tobias Churton. The Mysteries of John the Baptist – His Legacy in Gnosticism, Paganism, and Freemasonry (angol nyelven). Inner Traditions (2012). ISBN 978-1594774744
- Tobias Churton. The Missing Family of Jesus (angol nyelven). Watkins Publishing (2010). ISBN 978-1907486029
- Tobias Churton. Invisibles – The True History of the Rosicrucians (angol nyelven). Lewis (2009). ISBN 978-0853183099
- Tobias Churton. Freemasonry – The Reality (angol nyelven). Lewis Masonic (2007). ISBN 978-0853182757
- Tobias Churton. Gnostic Philosophy – From Ancient Persia to Modern Times (angol nyelven). Inner Traditions (2005). ISBN 978-1594770357
- Tobias Churton. Golden Builders – Alchemists, Rosicrucians and the First Freemasons (angol nyelven). Red Wheel/Weiser (2005). ISBN 978-1578633296
- Tobias Churton. The Gnostics (angol nyelven). Barnes & Noble (1999). ISBN 978-0760704783
- Tobias Churton. The Fear of Vision – Selected Poems (angol nyelven). Lichfield Press (1996). ISBN 978-0905985121
- Tobias Churton. Miraval – A Quest (angol nyelven). Weidenfeld & Nicolson (1989). ISBN 978-0297797098

## Lásd még
- Tobias Churton hivatalos oldala